# Bitwa pod Saratogą
Bitwa pod Saratogą – starcie zbrojne (a właściwie seria starć), które miało miejsce pomiędzy siłami brytyjskimi i amerykańskimi podczas wojny o niepodległość Stanów Zjednoczonych, między 17 września i 8 października 1777. Bitwa doprowadziła do kapitulacji armii brytyjskiej 17 października 1777 i była punktem zwrotnym wojny, gdyż amerykańskie zwycięstwo skłoniło Francję do przystąpienia do wojny po stronie amerykańskiej.
W lecie 1777 armia brytyjska, składająca się z około 10 tys. żołnierzy pod dowództwem generała Johna Burgoyne’a, zaatakowała z Kanady na południe w celu zdobycia miasta Albany nad rzeką Hudson w stanie Nowy Jork, co miało doprowadzić do opanowania doliny rzeki i przecięcia kolonii amerykańskich na pół.
Amerykanie (generał Horatio Gates) nie byli w stanie powstrzymać marszu silnej armii brytyjskiej w otwartej bitwie. Zamiast tego stosowali bardzo skuteczne taktyki opóźniające, niszcząc mosty i urządzając zasadzki, co spowolniło tempo marszu armii brytyjskiej do kilku kilometrów na dzień. 

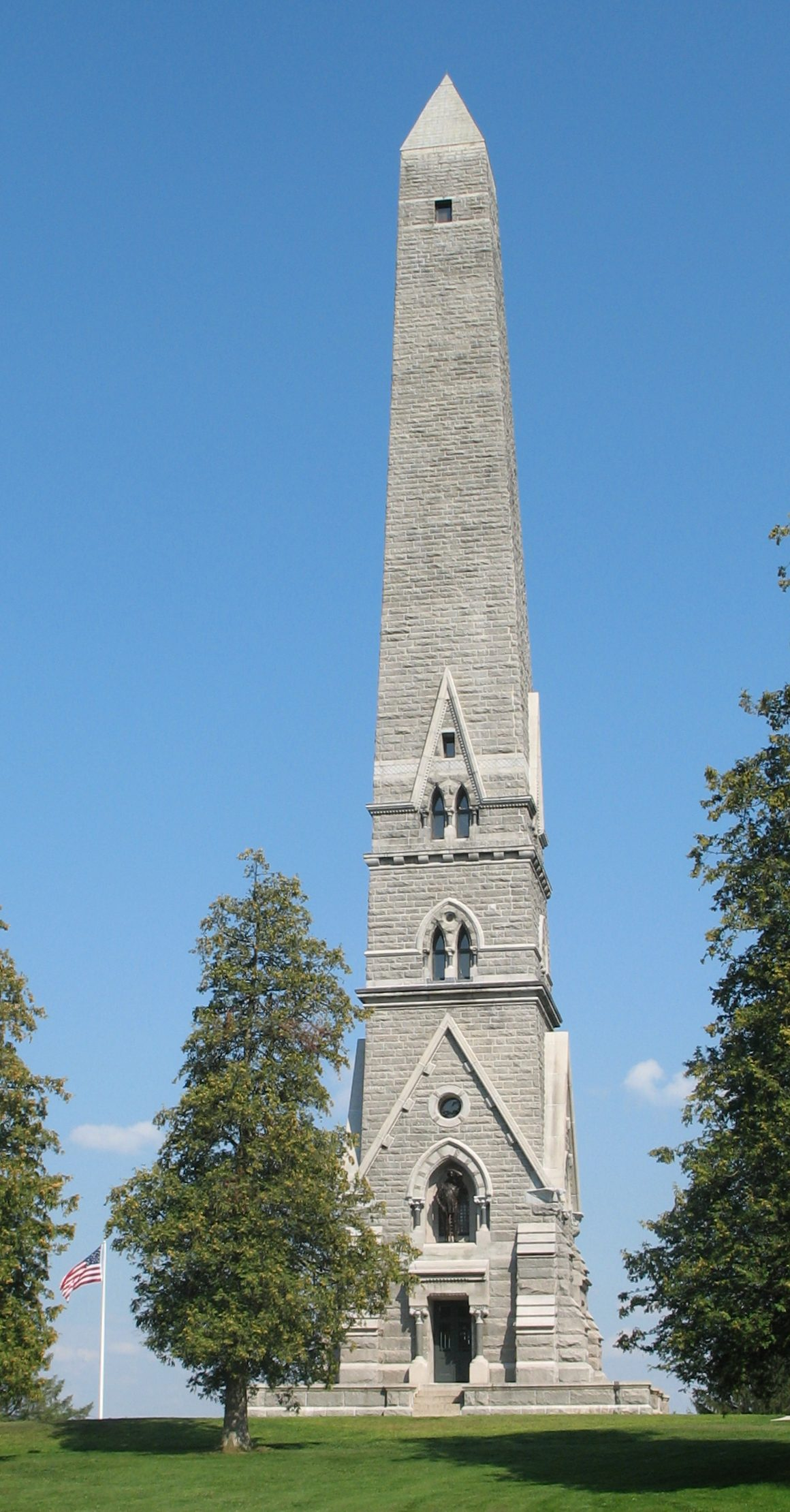
Pomnik upamiętniający amerykańskie zwycięstwo ustawiony w miejscu, gdzie podpisano akt kapitulacji brytyjskiej armii

Armia brytyjska została w końcu osaczona przez regularne wojska amerykańskie liczące około 15 tys. żołnierzy w okolicy miasteczka Saratoga. Brytyjskie próby wyrwania się z pułapki przez serię ataków między 17 września i 8 października zakończyły się fiaskiem. Wycieńczona armia brytyjska poddała się przeważającym siłom amerykańskim 17 października 1777.
Bitwa była decydującym starciem, gdyż udowodniła, że ochotnicze armie amerykańskie są zdolne do pokonania wysoce profesjonalnych i doświadczonych wojsk brytyjskich. Amerykański sukces skłonił Francję do przystąpienia do wojny po stronie Ameryki.
Ważną rolę w walkach pod Saratogą odegrał Tadeusz Kościuszko, odpowiedzialny za budowę amerykańskich fortyfikacji polowych.